# Gare d'Asahikawa
La gare d'Asahikawa (旭川駅, Asahikawa-eki) est une gare ferroviaire située dans la ville d'Asahikawa, dans la préfecture de Hokkaidō au Japon. La gare est exploitée par la compagnie JR Hokkaido et est numérotée A28.

## Situation ferroviaire
La gare est située au point kilométrique (PK) 423,1 et terminus de la ligne principale Hakodate et au PK 54,8 et terminus de la ligne Furano. Elle est également l'origine de la ligne principale Sōya. Officiellement, la ligne principale Sekihoku ne passe pas par la gare : les trains empruntent la ligne principale Sōya entre la gare d'Asahikawa et la gare de Shin-Asahikawa.

## Histoire
La gare a été mise en service le 16 juillet 1898. Elle est exploitée par JR Hokkaido depuis 1987 lors de la privatisation des Japanese National Railways.

## Service des voyageurs

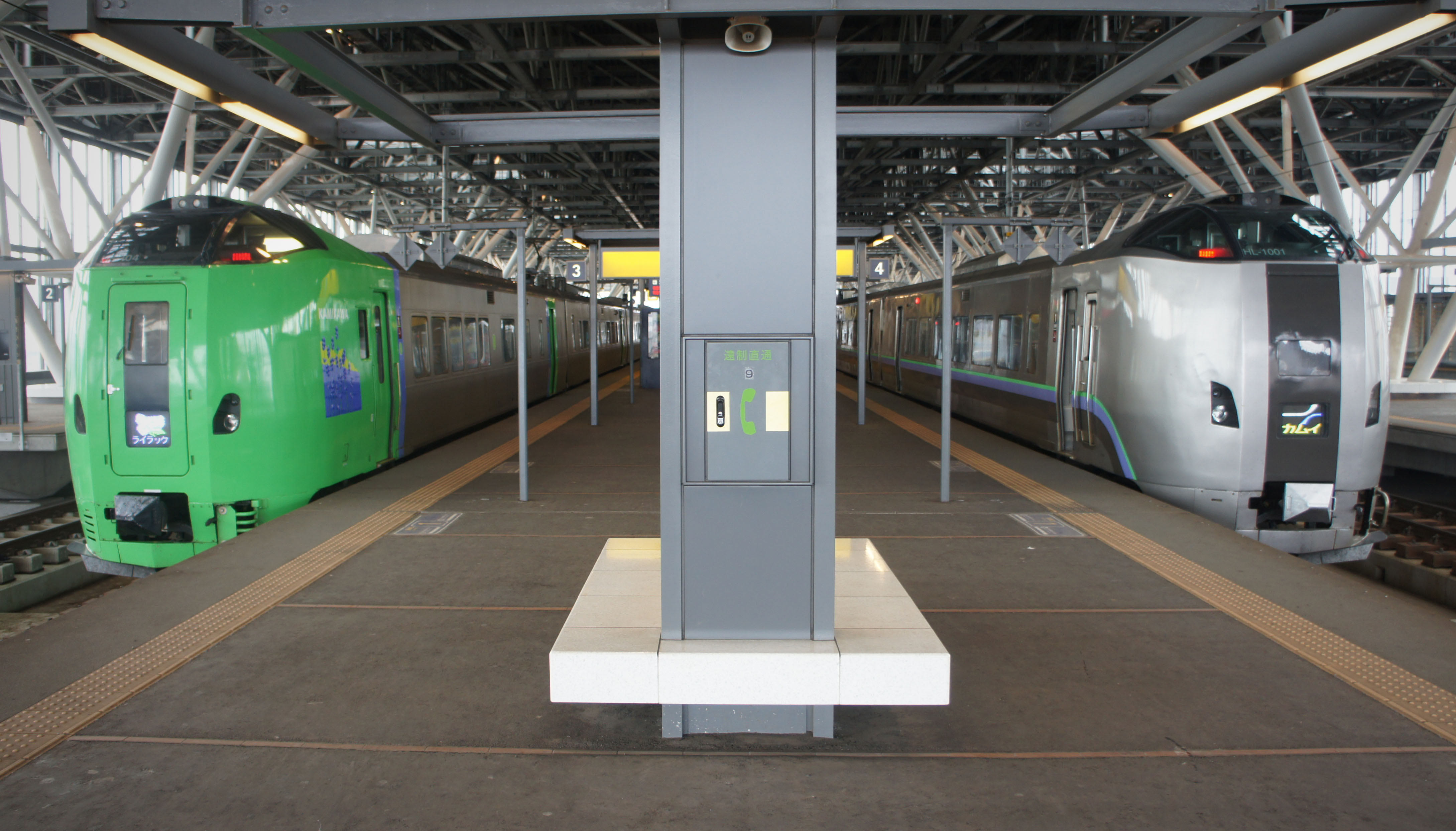
Vue à l'intérieur de la gare

### Accueil
La gare dispose d'un bâtiment voyageurs ouvert tous les jours, avec des guichets et des automates pour l'achat de titres de transport.

### Desserte
La gare est desservie par des trains omnibus, rapides et Limited Express (Kamui, Lilac, Okhotsk, Taisetsu, Sōya et Sarobetsu).
- Ligne Furano :
  - voie 1 : direction Biei et Furano
- Ligne principale Sekihoku :
  - voies 2 à 5 et 7 : direction Kitami et Abashiri
- Ligne principale Hakodate :
  - voies 3, 4, 6 et 7 :  direction Takikawa, Iwamizawa et Sapporo
- Ligne principale Sōya :
  - voies 3, 5, 6 et 7 : direction Nayoro et Wakkanai